# Garvald (East Lothian)
Garvald ist eine Ortschaft in der schottischen Council Area East Lothian. Sie liegt rund acht Kilometer südöstlich von Haddington und elf Kilometer südwestlich von Dunbar am Fuße der Lammermuir Hills. Südlich begrenzt das Papana Water Garvald. Es gehört zu den Quellbächen des Biel Waters, das schließlich bei Dunbar in die Nordsee mündet.

## Geschichte
Die Besiedlungsgeschichte der Umgebung von Garvald lässt sich bis in die frühe Eisenzeit zurückverfolgen. Hiervon zeugt beispielsweise das rund drei Kilometer südöstlich gelegene White Castle Fort. Wenige hundert Meter östlich von Garvald befand sich vormals ein Nonnenkloster. In der ersten Hälfte des 16. Jahrhunderts entstand in der Nähe ein Tower House zur Verteidigung gegen englische Truppen. Von den Hepburns gelangte die Festung in die Hände des Clan Hays, bevor der Glasgower Kaufmann Walter Wingate Gray das Bauwerk in der zweiten Hälfte des 19. Jahrhunderts erwarb und es zu einem Herrenhaus ausbauen ließ, der heutigen Nunraw Old Abbey. Ab 1946 nutzten Zisterziensermönche das Herrenhaus, bis ihr neues, südwestlich gelegenes Kloster fertiggestellt war.
Bereits seit dem 12. Jahrhundert ist Garvald Standort einer Kirche, der Pfarrkirche des gleichnamigen Parishs. Nach der Spaltung der Church of Scotland kam im 19. Jahrhundert noch ein Gebäude der Free Church of Scotland hinzu. Im selben Zeitraum wurde eine Gemeindeschule für 110 Schüler eingerichtet.
Im Laufe des 19. Jahrhunderts sank die Einwohnerzahl von 914 im Jahre 1831 innerhalb von 50 Jahren auf 758 ab. Während 1961 in Garvald 69 Personen registriert wurden, zählte es 1991 wieder 102 Einwohner.

## Verkehr
In einer dünnbesiedelten, ländlichen Region gelegen, führt keine Fernverkehrsstraße direkt durch die Ortschaft. Eine Nebenstraße der B6370 (Gifford–West Barns) bildet die Hauptstraße. B-Straßen binden Garvald an die A1 (London–Edinburgh) und die A199 (Musselburgh–West Barns) im Norden sowie die A68 (Darlington–Dalkeith) im Westen an. Bestrebungen im 19. Jahrhundert die bis Gifford führende Stichbahn über Garvald bis zur East Coast Main Line zu erweitern, wurden nicht realisiert.